# Johannes Sachariassen
Johannes Sachariassen of Johannes Sacharias (Middelburg, 1611 - ca. 1656) was een lenzenslijper uit Middelburg, die het vak van zijn vader Sacharias Jansen leerde. Al op 19-jarige leeftijd, in april 1630, wordt hij genoemd als 'brilmaker'. Hij koopt dan enige 'Neurenburgeryen', waarmee vermoedelijk optische speeltjes zijn bedoeld. Blijkens het getuigenis van de natuurfilosoof Isaac Beeckman dreef hij in 1632 de lenzenslijperij alleen. In dat jaar trad hij in het huwelijk met Sara du Pril uit Veere, weduwe van Marten Goverts. Bij dit huwelijk getuigde Sara Boussé [=Bouché], zijn 'moeye' [=tante], wonende op de Dam int Gouden Cruys, dat hij geen ouders meer had.
Twee jaar later nam Beeckman bij hem verscheidene lessen in het slijpen van lenzen, waarvan hij in zijn dagboek uitvoerig aantekeningen maakte. Daarin schrijft Beeckman onder meer "Johannes Sacharias seght, dat syn vader den eersten verrekycker maeckte hier te lande anno 1604, naer eene van eenen Italiaan, daerop stont: anno 190". De Waard interpreteerde dit als 1590, dit in lijn met de in 1655 door Johannes onder ede afgelegde verklaring dat zijn vader de verrekijker al in 1590 zou hebben uitgevonden.
Op het eerste gezicht lijkt dit niet zo gek. In Middelburg waren diverse Italianen werkzaam in de glasindustrie. Maar bij nader onderzoek is gebleken dat alle verifieerbare feiten uit deze verklaring onjuist zijn. De prioriteit van het maken van de eerste bruikbare verrekijker ligt dus bij Hans Lipperhey, de brillenmaker uit de Kapoenstraat in Middelburg, die in september 1608 patent voor de uitvinding aanvroeg.